# جوزيف-جان-بابتيست غوسلين
جوزيف-جان-بابتيست غوسلين هو تاجر وسياسي كندي، ولد في 22 نوفمبر 1848 في Saint-Athanase, Montérégie, Quebec ‏ في كندا، وتوفي في 16 مايو 1929 في نورت دام دي ستانبريدج في كندا. نشط حزبياً في حزب كيبيك الليبرالي. وقد انتخب عضو الجمعية الوطنية في كيبك ‏ وانتخب مشرع Legislative Council of Quebec ‏ (20 يناير 1919 – 16 مايو 1929) وانتخب مشرع Legislative Assembly of Quebec ‏ عن دائرة Missisquoi (provincial electoral district) ‏ (1900 – 1919).